# خربة الضهيرية
خربة الضهيرية، قرية فلسطينية مهجرة، تبعد من مركز المحافظة 6 كم شمال شرقي الرملة، ويبلغ متوسط ارتفاعها عن سطح البحر حوالي 125م.
قامت القرية على أرض غير مستوية في السهل الساحلي، محاطة بأودية. كما كانت طرق فرعية تربطها باللد وبالقرى المجاورة. اسم القرية مأخوذ من الظهر، أي أعلى الجبل. صُنّفت خربة الضهيرية مزرعة في معجم فلسطين الجغرافي المفهرس (Palestine Index Gazetteer). كان سكانها يتزودون المياه للاستخدام المنزلي من بئر تقع في الطرف الجنوبي الشرقي للقرية. كما كانت الزراعة البعلية مورد الرزق الأساسي؛ أهم الغلال الحبوب والحمضيات والزيتون.
تبيّن من الأسُس القديمة، التي ما زالت ظاهرة، أنّ خربة الضهيرية كانت بُنيت من مواد بناء مستعملة كانت موجودة في الموقع. بالإضافة إلى ذلك، كان في الموقع أيضًا صهاريج منقورة في الصخر، وكثير من الشظايا الفخارية.

## التعداد السكاني
بلغ عدد سكان أهالي خربة الضهيرية في عام 1922 69 نسمة، في عام 1931 بلغ عددهم 69 نسمة، وفي العام 1945 بلغ عددهم 100 نسمة، أمّا في عام 1948 فبلغ عددهم 116 نسمة.
يقدر عدد اللاجئين في عام 1998 حوالي 712 نسمة.

## عدد البيوت
بلغ عدد البيوت عام 1931 10 بيوت، أمّا في عام 1948 بلغ عدد البيوت 16 بيتًا.

## احتلال القرية وتطهيرها عرقيًّا
احتلت خربة الضهيرية من قبل الاحتلال الصهيوني في تاريخ 10 تموز من عام 1948، حيث قامت عملية عسكرية ضد أهالي تلك القرية التي كانت المرحلة الأولى لدانى، وكانت الكتيبة المنفذة للعملية العسكرية هي «جفعاتي»، دمرت القرية بالكامل، إلّا أنّ جدران بعض البيوت ما زالت موجودة. يرجع سبب نزوح أهالي تلك البلدة إلى نتيجة اعتداء مباشر من القوات الصهيونية.

## القرية اليوم
لا تزال حيطان نحو عشرة منازل قائمة، سوى ذلك من القرية، تحوّل إلى أكوام من أنقاض الحجارة المبعثرة هنا وهناك، يتخلّلها أشجار ونباتات برية. بالإضافة لذلك، الموقع مسيّج، ويستعمل مرعى للمواشي.